# Гарсиа Менокаль, Марио
Ауре́лио Ма́рио Габриэ́ль Франси́ско Гарси́я Менока́ль-и-Део́п (исп. Aurelio Mario Gabriel Francisco García Menocal y Deop; 1866—1941) — кубинский политический деятель. Президент Кубы в 1913—1921 годах.

## Биография
Гарсиа Менокаль родился в Ягуай-Гранде, Матансас, на Кубе. В тринадцать лет его отправили в школу-интернат в Соединённых Штатах, затем в Горный институт Чаппаква в Нью-Йорке, а после в сельскохозяйственный колледж Мэриленда.  В 1884 году он поступил в Корнеллский университет, где в 1888 году окончил Инженерную школу. Во время учёбы в университете Корнелла, был членом братства Дельта Каппа Эпсилон (глава Дельта Чи).
Участник войны за независимость Кубы, генерал-майор Освободительной армии Кубы. Инженер, получивший образование в США, администратор американского сахарного завода Чапарра.
В 1912 г. был избран президентом от партии консерваторов. Вступил в должность в мае 1913 г. Большая часть его правления пришлась на время экономического бума, вызванного быстрым ростом мировых цен на сахар — основной экспортный продукт страны. Рост экспортных доходов сопровождался стремительной застройкой Гаваны. В президентство Менокаля в 1914 г. введена национальная валюта.
На выборах 1916 г. Менокаль переизбран на второй президентский срок, победив Альфредо Саяса, бывшего вице-президента при Хосе Мигеле Гомесе. Либеральная оппозиция обвинила его в фальсификации выборов и подняла восстание. Однако США признали победу Менокаля и высадили на Кубе несколько групп морской пехоты, после чего восстание прекратилось.
Менокаль в 1917 г. вслед за США объявил войну Германии, вступив в Первую мировую войну на следующий день после Соединённых Штатов. Многие полагали, что это попытка заставить Соединённые Штаты оказать большую поддержку своему правительству. В декабре была также объявлена война против Австро-Венгрии. В 1917 и 1918 гг. он заключал соглашения с США о закупке урожая сахарного тростника по цене ниже рыночной. Несмотря на это, в условиях мировой войны спекулятивный рост цен на сахар привёл к резкому увеличению доходов. В 1920 г. цены на сахар резко упали. Для спасения кубинских банков от банкротства Менокаль в октябре 1920 г. ввёл мораторий на платежи. Однако в январе 1921 г. под давлением американских банков мораторий был отменён. Большинство кубинских банков обанкротилось, американские банки усилили свой контроль над экономикой Кубы.
На президентских выборах 1920 г. Марио Гарсиа Менокаль поддержал против Хосе Мигеля Гомеса Альфредо Саяса, который и стал победителем. Однако уходящий президент попросил правительство США прислать на Кубу спецпредставителя (Эноха Краудера) для контроля над администрацией Саяса, который имел репутацию слабого администратора (см. Серхио Герра Виллабой, Оскар Лойола Вега «Куба. Взгляд на историю». Ocean Press, 2012).
После своего президентства Гарсия Менокаль продолжал заниматься политикой, снова пробовал баллотироваться на пост президента в 1924 году. Он предпринял попытку революции в 1931 году и, после неудачи, уехал в Соединённые Штаты. Менее чем через пять лет он вернулся на Кубу и в последний раз баллотировался на пост президента в 1936 году.
Он умер в Сантьяго-де-Куба, Куба.

### Семья
Гарсия Менокаль был женат на Мариане Сева и Родригес, и у них было трое детей: Марио, Рауль и Джорджина Гарсия Менокаль у Сева.